# 岸田杢
岸田　杢（きしだ　もく、1869年〈明治2年9月〉- 没年不詳）は、日本の実業家。滋賀県士族

## 略歴
舊彦根藩士山脇金藏の長男にして明治2年9月を以て生れ後ち同藩士岸田茂の養子となり家督を相続する。実業界に入り片岡直温の推薦により日本生命保険会社主事となり累進して専務取締役に進む。尋いで日本相互貯蓄銀行を創立して、専務取締役に就任し、専ら同銀行の経営に当たる。その間大阪電灯・日本水力電気各会社重役に挙げらる。住所は、兵庫県武庫郡住吉村。

## 家族
（出典）
- 妻 - 球（明一〇、二生、滋賀、士、中島喜平養妹）
  - 長男 - 脩一郎（明二六、一〇生、慶應義塾理財科出身）
  - 妻 - 茂子（明三四、三生、長男脩一郎妻、滋賀、士、後閑繁次長女）
    - 孫 - 禎子（同一〇、八生、長男脩一郞長女）同
    - 孫 - 豐（同一二、五生、同二女）
    - 孫 - 耕（同一四、一生、同二男）

  - 女　千代（明三四、八生）
  - 女　德子（明四〇、七生、甲南高等女學校出身）
  - 女　節子（明四二、一〇）
- 三男　- 永彦（明四四、一〇生）
- 七女-園子（大三、八生）
- 八女-雪子（同六、二生）

長女芳子（明二七、一一生、神戸高等女学校出身）は滋賀県人住友銀行員白井長三に、二女静子（同三二、六生、出身校同上）は大阪府人南波政吉長男松太郎に、四女澄子（同三八、一〇生、出身校同上）は兵庫県人有村良秋に嫁し、二男進（同三七、一生）は滋賀県人澤鶴の死跡を相續せした。